# Ramón García Núñez
Ramón García Núñez (Villagarcía de Arosa, 1906 - Lugo, 21 de octubre de 1936) fue un político republicano español vinculado a Galicia. Fue fusilado por el bando sublevado en los inicios de la guerra civil española cuando era gobernador civil de la provincia de Lugo.

## Biografía
Hijo de un médico del cuerpo de Sanidad de Puertos, nace en Villagarcía de Arosa, y pasa parte de su infancia y juventud en Ceuta, San Sebastián y Cartagena, hasta que su padre se jubila, cuando él tenía 16 años, y la familia decide regresar a Galicia y se instala en Pontevedra.
Estudia en la Escuela de Comercio y obtiene por oposición plaza como funcionario del Banco de España de Vigo.

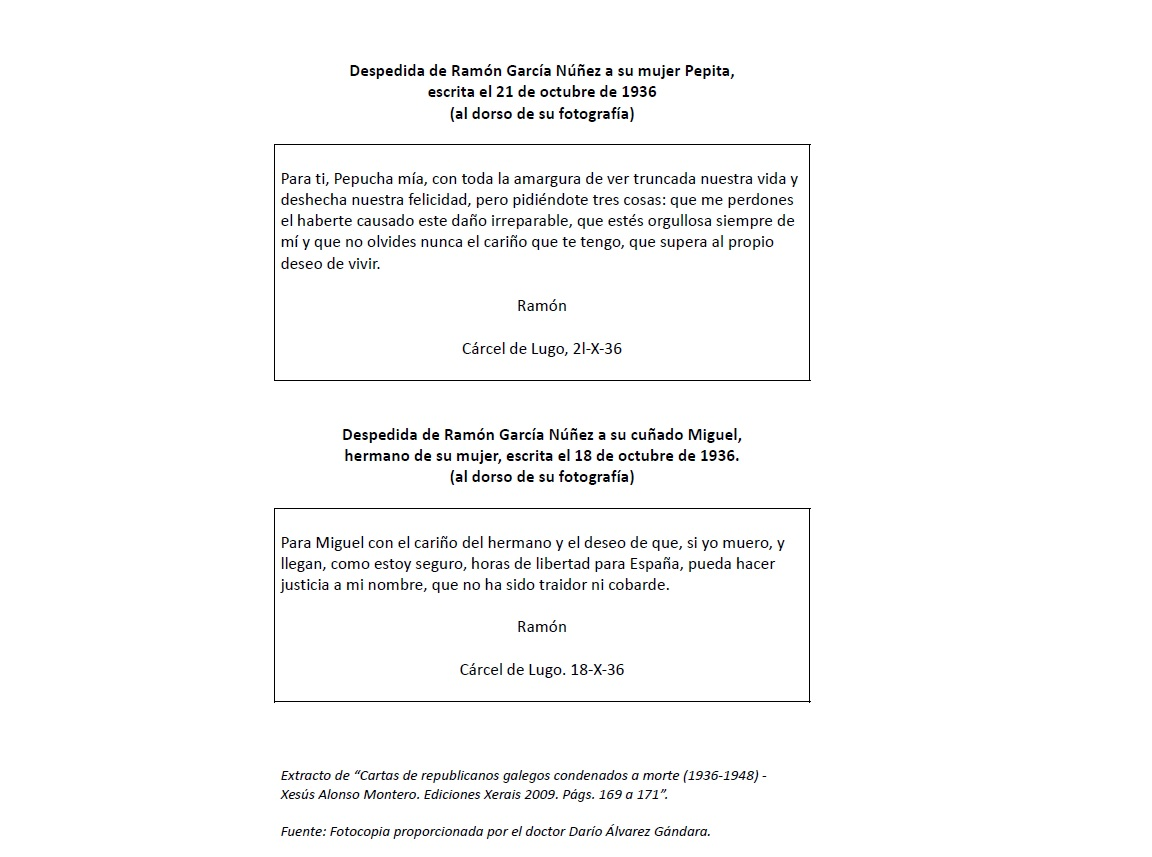
Despedidas de Ramón García Núñez a su mujer y a su cuñado, desde la cárcel, escritas al dorso de su fotografía. Octubre de 1936

Durante la Segunda República participa con el Partido Radical Socialista, en la constitución de la Agrupación de Vigo, para luego militar en Izquierda Republicana (IR), figurando como Secretario General en la constitución de dicho partido en Vigo en 1934.
En 1936 es nombrado sucesivamente Consejero de IR por el distrito de Vigo y presidente de la Agrupación de Vigo, desde donde hace campaña electoral por el Frente Popular.
El 5 de julio de 1936 es nombrado gobernador civil de Lugo.
Aunque el 18 de julio se encontraba en Vigo, descartó la posibilidad de huir, optando por regresar a su puesto a Lugo donde fue inmediatamente arrestado. Ingresa en la cárcel de Lugo el 24 de julio de 1936.
Juzgado en Lugo el 14 de octubre de 1936, por un Consejo de Guerra por el delito de traición, es condenado a pena de muerte y multa mancomunada de 1 millón y medio de pesetas. Es ejecutado en Lugo a las 18:00 horas del 21 de octubre de 1936.